# Święta Małgorzata (obraz Francisco de Zurbarána)
Święta Małgorzata (hiszp. Santa Margarita de Antioquía) – obraz Francisco de Zurbarána namalowany w latach 1635–1640 znajdujący się w National Gallery w Londynie.
Święta Małgorzata została przedstawiona w stroju wieśniaczki. Jej wełniana, gruba spódnica i skórzany gorset kontrastują z cienką, plisowaną koszulą. Zdobiący tę ostatnią kordonek jest delikatny, podobnie jak naszyjnik. Kolorowa torba kontrastuje z ciemnoniebieskim żakietem. Świętej towarzyszy jej tradycyjny atrybut – smok.